# Сирсоне, Скайдрите
Ска́йдрите Си́рсоне (латыш. Skaidrīte Sirsone; 5 апреля 1920, Мантурово, Костромская губерния — 10 января 1998, Рига) — латвийский литературный критик, библиограф, переводчица.

## Биография
Родилась в семье рабочего-латыша, вскоре вернувшейся в Латвию. Провела детство в Малпилсском крае, с 1925 г. жила в Риге. Окончила Первую Рижскую государственную гимназию (1938), впоследствии была составителем (совместно с Э. Раухваргером) сборника воспоминаний о работе гимназии в межвоенный период (латыш. I Rīgas valsts ģimnāzija: 1920-1944; 1994). В юности испытала значительное влияние сестры своего отца, филолога Зелмы Сирсоне (латыш. Zelma Sirsone; 1898—1983), личного редактора Андрея Упита. В 1946 г. окончила отделение латышского языка и литературы филологического факультета Латвийского университета. С 1946 г. преподавала там же, одновременно исполняя обязанности научного секретаря Института языка и литературы АН Латвийской ССР.
В 1951 г. за участие в так называемой «французской группе» была арестована и приговорена к 10 годам лагерей строгого режима. Отбывала срок в Караганде. В 1956 г. освобождена, в 1990 г. реабилитирована.
По возвращении в Латвию работала научным сотрудником Института языка и литературы, затем в 1963—1975 гг. старший библиограф Книжной палаты Латвийской ССР, в 1975—1990 гг. главный библиограф отдела леттоники Латвийской государственной библиотеки.
Публиковалась как критик с 1946 года, дебютировав обзорной статьёй «Пятилетие латышского языка и литературы» в газете «Literatūra un Māksla». Писала о современной латышской поэзии, в 1966 г. опубликовала монографию «Латышская поэзия: язык, ритмика, композиция, жанры» (латыш. Latviešu dzeja: valoda, ritmika, kompozīcija, žanri), написанную в соавторстве с Маргриетой Домбровской (латыш. Margrieta Dombrovska; 1924—1965). Подготовила также монографию о Валдисе Луксе, оставшуюся неопубликованной.
Как библиограф подготовила библиографические указатели «Эдуард Вейденбаум» (1978) и «Изучение и критика латышской советской литературы» (латыш. Latviešu padomju literatūras zinātne un kritika, выпуски 1-3, 1984—1987), библиографию работ Рудольфа Эгле и др. В 1994—1996 гг. редактировала отчётные альманахи Союза писателей Латвии.
Перевела с немецкого языка на латышский романы Вольфганга Шрайера «Сон капитана Лоя», Герберта Йобста «Подкидыш» и «Воспитанник», стихи Генриха Гейне и др.